# Nyctilampes funerea
Nyctilampes funerea là một loài bướm đêm trong họ Geometridae.